# هم‌رزمان: ساعت قهرمانان
«هم‌رزمان: ساعت قهرمانان» (انگلیسی: Brothers in Arms: Hour of Heroes) یک بازی ویدئویی در سبک تیراندازی سوم شخص است که توسط گیم‌لافت و در سال ۲۰۰۸ و در پلت‌فرم آی‌اواس منتشر شده‌است.

## گیمپلی
بازی سه روش کنترل را ارائه می دهد:"حرکت بادامک"،"حرکت خفیف" و "۲ پد".  در هر سه حالت، حرکت توسط یک جوی استیک مجازی در سمت چپ صفحه کنترل می شود، اما نحوه نگاه بازیکن به اطراف بسته به روش کنترل مورد استفاده تغییر می کند.
در "حرکت بادامک"، دید و هدف با کشیدن انگشت روی صفحه لمسی کنترل می شود.در "۲ پد" دید و هدف توسط یک جوی استیک مجازی در سمت راست صفحه کنترل می شود.در"حرکت خفیف"، دید و هدف توسط بازیکنی که صفحه را لمس می کند کنترل می شود تا شخصیت به آن جهت نگاه کند.  کنترل های شتاب سنج برای حرکت نیز در هر سه روش کنترل موجود است.
بازیکنان همچنین می توانند خمیده شوند، نارنجک پرتاب کنند، از مناظر آهنی استفاده کنند، دوباره بارگیری کنند، اسلحه ها را عوض کنند و با استفاده از دکمه های مجازی روی صفحه لمسی تیراندازی کنند، و می توانند دو وسیله نقلیه را در طول بازی کنترل کنند:یک ماشین پیشاهنگی M3 و یک تانک شرمن M4A1.
این بازی به عنوان چنین طرح داستانی ندارد.  در عوض، بازیکن در طول سیزده ماموریتی که در طول جنگ جهانی دوم تنظیم شده است، یک سرباز ناشناس را در لشکر 101 هوابرد کنترل می کند.  ماموریت ها در طول سه کمپین جداگانه انجام می شود.  عملیاتOverlord (نورماندی)، کمپین تونس و نبرد بولج (آردن)

## نظرات
ساعات قهرمانان با نقدهای متفاوتی منتشر شد.  بر اساس پنج بررسی، امتیاز کلی ۶۹٪ در گیم رنکیگز را دارد.
کلی میچل از AppSpy امتیاز ۳ از ۵ را به بازی داد و استدلال کرد که این بازی از نظر گرافیکی می تواند با عناوین پلی استیشن رقابت کند، اما از نظر گیم پلی کوتاه است: "هم‌رزمان:ساعات قهرمانان"یک بازی تیراندازی سوم شخص عالی برای کسانی است که تازه وارد بازی می شوند. ژانر، اما برای کسانی که با سریال آشنا هستند کوتاه می آید و طرفداران را کمی ناامید می کند."
لیوای بوچانان از IGN امتیاز بازی را ۶ از ۱۰ به بازی داد. او گرافیک را تحسین کرد، اما به شدت از کنترل ها انتقاد کرد: "بازی خوبی در اینجا وجود دارد، اما کنترل های وحشتناک هر شانسی را که واقعاً به آن دست پیدا کنید، از بین می برد.  آیا این احساس طبیعی است یا راحت، که منجر به برخی ناگوارهای بدبختانه می شود."